# Mellows Bridge
Die Mellows Bridge, irisch Droichead Uí Mhaoilíosa, anfänglich Queen’s Bridge (Droichead na Banríona), von 1922 bis 1942 Queen Maeve’s Bridge (Droichead na Banríona Méabh) genannt, ist eine Steinbogenbrücke über den Fluss Liffey in Dublin, Irland, welche die Queen Street im Norden mit der Bridgefoot Street im Süden verbindet. Die 1768 gebaute Brücke ist die älteste Brücke der Stadt.

## Geschichte
Die Brücke ersetzte die 1688 gebaute Arran Bridge, welche 1763 eingestürzt war, weil sich ein vom Hochwasser losgerissenes Holzfloß am mittleren Bogen der Brücke verkeilte. Die fehlende Verbindung zum nördlich des Flusses liegenden Stadtteil solle baldmöglichst wieder hergestellt werden, weshalb Dublin schnell eine neue Brücke nach einem Entwurf des Militäringenieurs Charles Vallancey in Auftrag gab. Sie wurde zwischen 1764 und 1768 gebaut und nach der Königin Charlotte, der Frau von Georg III. als Queen’s Bridge bezeichnet.  
Nach der Unabhängigkeit Irlands von Großbritannien wurde die Brücke 1922 zur Queen Maeve’s Bridge nach der Königin Medb aus der Keltische Mythologie. Sie wurde jedoch 1942 abermals umbenannt und trägt nun den Namen von Liam Mellows (Liam Ó Maoilíosa, 1892–1922), Generalleutnant der irisch-republikanischen Armee, der während des irischen Bürgerkriegs hingerichtet wurde.

## Bauwerk
Die 43 m lange Brücke hat drei Öffnungen, die mittlere hat eine lichte Weite von 13,5 m, die äußeren beiden eine von 11,3 m. Das Mauerwerk besteht aus Granitquadern. Im Vergleich zu den anderen Brücken der Stadt hat die Mellows Bridge die steilsten Auffahrten.